# L’amour toujours (singel Aleksa C.)
„L'amour toujours” – singel Aleksa C. i Yass wykonany wspólnie z Ski i wydany w 2012 roku.

## Lista utworów
- CD promo (grudzień 2012), wspólnie z „Till the Morning” Aliny[1]

1. „Till the Morning” (Radio Edit) – 3:39
2. „Till the Morning” (Extended Mix) – 5:57
3. „L’amour toujours” (Radio Version) – 3:02
4. „L’amour toujours” (Extended Version) – 5:33
5. „L’amour toujours” (Guenta K Remix Edit) – 3:35
6. „L’amour toujours” (Guenta K Remix) – 5:16

## Teledysk
Teledysk do utworu został wyreżyserowany przez Ole Schell, 10 grudnia 2012 roku został opublikowany przez Kontor Records.

## Notowania na listach przebojów
| Kraj       | Lista (2012/2013) | Najwyższa pozycja |
| ---------- | ----------------- | ----------------- |
| Szwajcaria | Singles Top 75    | 40                |
| Austria    | Singles Top 75    | 43                |